# Raspadüra
La raspadüra è un modo di servire alcuni formaggi presentandoli come sottilissime sfoglie, raschiate con un particolare coltello flessibile; in origine veniva realizzata con il Granone Lodigiano, mentre oggi si ottiene tipicamente da formaggi della famiglia dei grana "giovani", cioè stagionati dai quattro ai sei mesi.
La raspadüra è tipica della gastronomia lodigiana, ma è diffusa anche nei territori limitrofi delle province di Pavia e Cremona, dove conserva lo stesso nome. La raspadüra viene solitamente servita come antipasto, spesso accompagnata da salumi, noci o funghi, ma può anche essere utilizzata per guarnire primi piatti come il risotto o la polenta.
La raspadüra nacque come cibo povero: in passato era ricavata da forme di Granone Lodigiano difettose, mentre oggi sono impiegate forme sane e di stagionatura adatta per essere affettate senza sfaldarsi.

## Storia
Le forme di Granone Lodigiano prodotte nelle casere delle cascine entro il sesto mese venivano verificate per rilevare eventuali difetti insorti nella stagionatura, come difetti di compattezza, crepe o bolle interne, che si potevano rilevare martellando le forme: il casaro scartava le forme difettose, che venivano tagliate a metà e talvolta donate ai contadini della cascina, ma più comunemente portate a Lodi per essere vendute come raspadüra. La raspadüra quindi fu inizialmente un sottoprodotto della lavorazione del grana a basso costo, per i poveri che non potevano permettersi il formaggio stagionato da grattugia, mentre ora è una pietanza ricercata anche nella cucina gourmet.
In molti paesi della bassa lombarda vi sono mercati nei quali è possibile assistere alla raspada, ossia la raschiatura delle forme di formaggio grana giovani (la stagionatura è generalmente compresa fra i 4 e i 6 mesi), che viene eseguita sul momento dai venditori quando i clienti richiedono questo prodotto.

## Etimologia del nome
Raspadüra è un termine della lingua lombarda occidentale che in italiano significa raschiatura: le sottili lamine di raspadüra sono, infatti, tagliate progressivamente dalla superficie della mezza forma, utilizzando un particolare coltello flessibile, piatto e ricurvo, che nei mesi più freddi può essere anche scaldato, in modo da ottenere nastri soffici di grana che si arricciano su loro stessi.